# Protoribates concretus
Protoribates concretus är en kvalsterart som först beskrevs av Kramer 1898.  Protoribates concretus ingår i släktet Protoribates och familjen Protoribatidae. Inga underarter finns listade i Catalogue of Life.